# Přístav v Dili
Přístav v Dili je nejdůležitějším civilním přístavem ve Východním Timoru. Nachází se ve čtvrti Farol (Suco Motael), na západní straně zálivu Dili. Nakládá se zde náklad na trajekty do přístavů Atauro a Oe-Cusse Ambeno. V roce 2008 přístav navštívilo 260 lodí a bylo přeloženo 24 570 kontejnerů (TEU).

## Infrastruktura

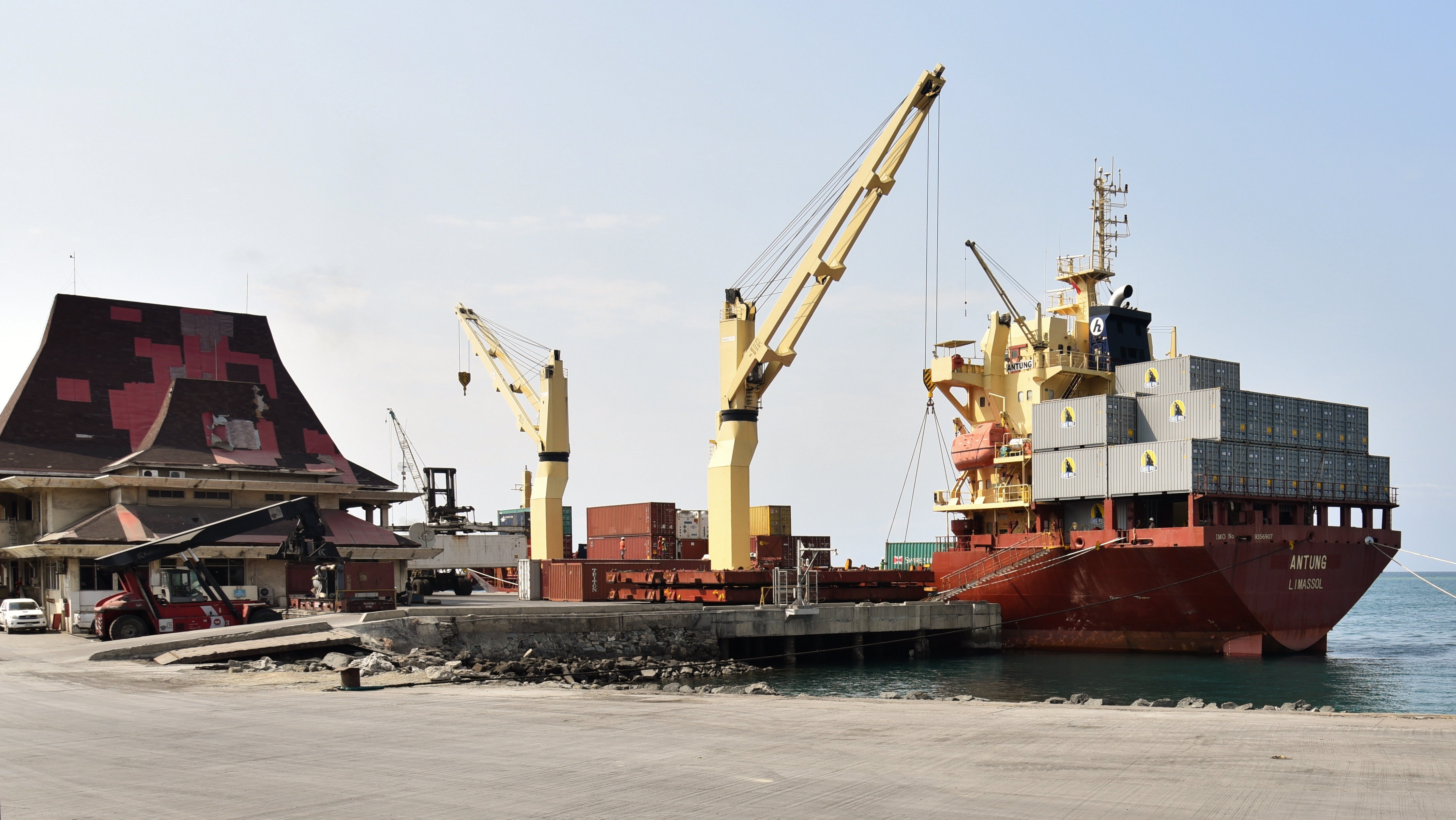
Nákladní loď Antung v přístavu Dili

Přístup do přístavu je úzkým průchodem dvěma útesy, které jsou označeny majáky. Existuje však varování před vstupem do zátoky v noci, protože v zátoce jsou neoznačené vraky. Mezi listopadem a koncem března jsou lodě v přístavu vystaveny severozápadnímu větru.
Betonové molo je 220 metrů dlouhé (jiný zdroj uvádí: 280 metrů) a 20 metrů široké. Lodě, které zde chtějí kotvit, mohou mít délku maximálně 140 metrů a maximální hloubka ponoru je 7,2 metru. Místo na nábřeží mají současně maximálně tři lodě. K dispozici je také betonová rampa pro překládání z trajektu na vozidla, dále kontejnerový dvůr s kapacitou pro tisíc kontejnerů, hlavní přístavní budova, překladiště, pět skladů a administrativní budova.
Jachty kotví buď na levoboku na nábřeží, nebo v zátoce.
V současnosti se staví nový přístav v zálivu Tibar, dále na západ. 

## Historie

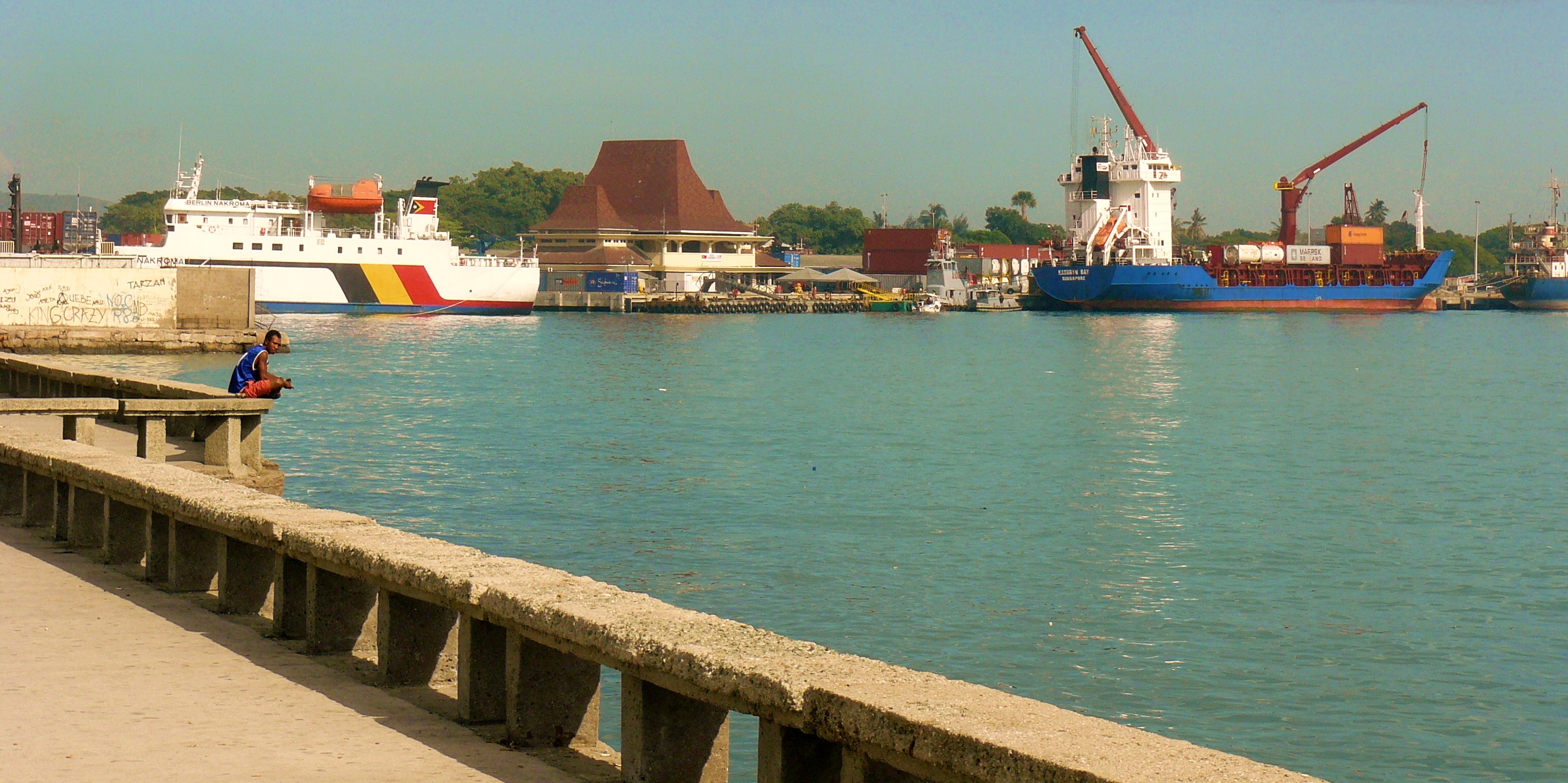
Pohled na přístav

Přístav byl již v provozu v portugalských koloniálních dobách.
Během občanské války ve Východním Timoru v roce 1975 obě strany obsadily přístav. Portugalská vláda odtud opustila koloniální hlavní město ve směru na pobřežní ostrov Atauro. Dne 7. prosince 1975 přistály v Dili indonéské jednotky. Po dobytí města odvezli Indonésané Číňany, členy FRETILINU a další vězně do oblasti přístavu, zastřelili je a jejich těla vhodili do moře. Mezi oběťmi byli také bojovnice za práva žen Rosa Bonaparte, její bratr Bernardino Bonaparte Soares, Isabel Lobato (manželka předsedy vlády Nicolause dos Reise Lobaty) a Roger East, poslední zahraniční reportér v Dili. Svědci hovoří o desítkách těl. Celkový počet osob popravených v loděnici se odhaduje na 150 osob.